# Пенис
 Тази статия е за пенис при животните.  За същото понятие при човека вижте Пенис при човека.  
Пенис е основният полов орган, който мъжките животни използват за осеменяване на женски (или хермафродити) по време на копулация. Такива органи се срещат при много животни, както гръбначни, така и безгръбначни, но не при всеки животински вид мъжките индивиди имат пенис, а в случаите, когато имат такъв, пенисите при различните видове не са непременно хомоложни.
При повечето видове животни, при които има орган, който може да се опише като пенис, той няма друга функция освен за копулация или поне за пренасяне на спермата до женския индивид, но при плацентните бозайници в пениса се намира и дисталната част на уретрата, която отделя както урина по време на уриниране, така и сперма по време на копулация.

## Етимология
Думата „пенис“ произхожда от латинската дума за „опашка“. Според някои произходът е свързан с индоевропейското *pesnis и гръцката дума πέος = „пенис“ от индоевропейското *pesos.
Както почти всяка друга част на тялото, участваща в сексуални или отделителни функции, така и пенисът е обект на много жаргонни думи и евфемизми.
Латинската дума „фалос“ (от гръцки φαλλος) понякога се използва като синоним на пенис, въпреки че „фалос“ първоначално се използва в смисъл на изображения на пениса.

## Гръбначни

### Птици
Повечето мъжки птици (напр. петли и пуйки) имат клоака (налична и при женската), но не и пенис. Сред видовете птици с пенис са представителите на групата Palaeognathae (тинамуви и щраусоподобни) и патицови (патици, гъски и лебеди). Пенисът на мъжка птица е различен по структура от пениса на бозайник, като представлява еректилно разширение на стената на клоаката и се еректира от лимфа, а не от кръв. Обикновено е частично пернат и при някои видове се отличава с шипове и подобни на четка власинки, а в отпуснато състояние се прибира навътре в клоаката.
Макар повечето мъжки птици да нямат външни полови органи, мъжките индивиди при водолюбивите птици (патицови) имат фалос. Повечето птици се чифтосват с мъжкия, балансиращ върху женската и докосващи клоаки в „клоакална целувка“; това прави принудителното осеменяване много трудно. Фалосът, който е еволюирал при мъжките водолюбиви птици, излиза от телата им (в намотка по посока на часовниковата стрелка) и помага при осеменяването на женските без тяхното съдействие.
Аржентинската патица е забележителна с това, че притежава най-дългият пенис от всички гръбначни животни, измерен спрямо дължината на тялото. Пенисът, който обикновено е навит в отпуснато състояние, може да достигне приблизително същата дължина като самото животно, когато е напълно еректирал, но по-често е около половината от дължината на птицата. Според някои учени забележителният размер на пениса при този вид може да е еволюирал в отговор на конкурентния натиск, премахвайки сперматозоидите от предишни чифтосвания, вкл. с други видове.

### Бозайници
Както при всеки друг телесен атрибут, дължината и обиколката на пениса могат да бъдат силно променливи между бозайниците от различните видове. При много бозайници размерът на отпуснатия пенис е по-малък от еректиралия му размер.
При повечето бозайници пенисът има пенисна кост, която липсва при хора, говеда и коне.
При бозайниците пенисът външно има три части:
- Основа: започва от каудалната граница на тазовата седалищна кост.
- Тяло: частта от пениса, която излиза от основата.
- Главичка: свободният край на пениса.

Вътрешната структура на пениса се състои главно от кавернозна, еректилна тъкан, която представлява съвкупност от капиляри, разделени от слоеве съединителна тъкан (трабекули). Някои бозайници имат повече еректилна тъкан в сравнение със съединителната тъкан, например конете. Поради това пенисът на кон може да се увеличи повече от пениса на бик. Уретрата е от предната страна на тялото на пениса. По принцип пенисът на бозайника е пропорционален на размера на тялото му, но това варира значително между видовете – дори между близкородствени видове разликите може да са съществени. Например, еректиралият пенис на възрастна горила е около 4,5 см дълъг, докато едно възрастно шимпанзе, което е значително по-малко (като размер на тялото) от горилата, има дължина на пениса около два пъти по-голяма от този на горилата. За сравнение, човешкият пенис е по-голям от този на всеки друг примат, както пропорционално на размера на тялото, така и в абсолютна стойност.

#### Чифтокопитни
Пенисите на чифтокопитните са извити в S-образна форма, когато не са еректирали. При бикове, овни и глигани, сигмоидната флексура на пениса се изправя по време на ерекция.
При чифтосване върхът на пениса на мъжката вилорога антилопа често е първата част, която докосва женската антилопа. Пенисът на мъжкия е около 13 см дълъг и е оформен като нож за лед. Предната част на главичката на пениса на вилорога е относително плоска, докато задната част е относително дебела. Мъжкият обикновено еякулира веднага след проникване.
Биковете имат фибро-еластичен пенис. Предвид малкото количество еректилна тъкан, уголемяването след ерекция не е значително.
Гениталиите на мъжките мишевидни елени са подобни на тези на прасетата. Пенисът на глиган, който се върти ритмично по време на копулация, е около 46 см дълъг и еякулира около половин литър сперма.

#### Китоподобни
Репродуктивните органи на китоподобните са разположени вътре в тялото. Мъжките китоподобни (китове, делфини и морски свине) имат два процепа, гениталния жлеб, който крие пениса, и един по-назад за ануса. Китоподобните имат фибро-еластични пениси, подобни на тези на чифтокопитните. Заостреният връх на пениса на китоподобните се нарича pars intrapraeputialis. Синият кит има най-големия пенис от всеки организъм на планетата, обикновено с размери между 2,4 и 3 м. Трудно е да се определи с точност, тъй като дължината му в ерекция може да се наблюдава само по време на чифтосване, което се случва под вода. Пенисът на южните китове може да бъде до 2,7 м, а тестисите им, които достигат до 2 м на дължина, 78 см в диаметър и тегло до 238 кг са най-големите от всички животни на Земята.

#### Хищници
Всички членове на разред Хищници (с изключение на хиените) имат пенисна кост. Кучешките пениси имат структура в основата, наречена bulbus glandis.
Домашните котки имат шипове на пенисите, около 120 – 150 броя, дълги един милиметър и насочени назад. При изваждането на пениса шипчетата се забиват стените на вагината на женската, което стартира овулацията. Лъвовете също имат шипове на пенисите.
Миещите мечки имат кости на пениса, които се огъват под ъгъл от 90 градуса на върха. Полово зрелите мъжки екземпляри се различават от незрелите по способността да огъват пениса си.
Мъжките моржове притежават най-големите пенисни кости от всички сухоземни бозайници, както в абсолютен размер, така и в сравнение с размера на тялото.
Предполага се, че формата на човешкия пенис може да е еволюционно обусловена от конкуренцията при оплождане. Формата може да е благоприятствала изместването на семенни течности, вкарани в женския репродуктивен тракт от съперничещи мъжки: тласкащото действие, което се случва по време на полов акт, може механично да отстрани семенната течност от предишно чифтосване от областта на маточната шийка.
Морфологията на пениса на някои видове полумаймуни предоставя информация за тяхната таксономия. Мъжките видове от семейство Галагови притежават много отличителна морфология на пениса, която може да се използва за класифициране на видовете.
Възрастните мъжки от всеки вид маймуни вервет имат бледосин скротум и червен пенис, а мъжките дългоносимаймуни имат червен пенис с черен скротум.
Мъжките павиани и маймуните саймирита понякога правят жестове с еректирал пенис едновременно като предупреждение за предстояща опасност и заплаха за хищниците. При мъжките саймири този жест се използва за социална комуникация.

#### Торбести
Повечето торбести бозайници, с изключение на двата най-големи вида кенгуру и торбести къртици (ако се приеме, че последните са истински торбести бозайници), имат раздвоен пенис, разделен на две колони, така че пенисът има два края, съответстващи на двете вагини на женските.

#### Еднопроходни
Еднопроходните и торбестите къртици са единствените бозайници, при които пенисът е разположен вътре в клоаката.
Мъжките ехидни имат двустранно симетричен, подобен на розетка, четириглав пенис. По време на чифтосване главите от едната страна се „прибират“ и не нарастват по размер; другите две се използват за освобождаване на сперма в двуразклонения репродуктивен тракт на женската. Използваните глави се разменят всеки път, когато бозайникът копулира. Когато не се използва, пенисът се прибира в препуциален сак в клоаката. Пенисът на мъжката ехидна е дълъг 7 см, когато е еректирал, т.е. близо четвърт от дължината на тялото на животното, и е покрит с шипове.

#### Други
Възрастните мъжки слонове имат най-големия пенис между сухоземните животни. Пенисът на слон може да достигне дължина 100 см и диаметър 16 см в основата. Той има S-образна форма, когато е напълно еректирал и има Y-образен отвор. Пенисът на слона е много подвижен, може да се движи независимо от таза на мъжкия и се извива напред и нагоре, преди копулация.
При големите мравояди (прибраният) пенис и тестисите са разположени вътрешно между ректума и пикочния мехур.

### Риби и влечуги
Мъжките костенурки и крокодили имат пенис, докато мъжките екземпляри от разред Люспести имат два сдвоени органа, наречени хемипени. Хатериите трябва да използват своите клоаки за размножаване. Поради еволюционната конвергенция пенисите на костенурките и бозайниците имат подобна структура.

## Безгръбначни

### Членестоноги
Рекордът за най-голямо съотношение между размера на пениса и размера на тялото се държи от представителите на Cirripedia. Пенисът при тях може да нарасне до четиридесет пъти дължината на собственото им тяло. Това им позволява да достигнат до най-близката женска за оплождане.
Редица безгръбначни видове независимо са развили техниката на чифтосване на травматично осеменяване, при което пенисът прониква в корема на женската, като по този начин създава утроба, в която отлага сперма. Това е най-пълно проучено при дървениците.
Някои диплоподи имат пенис. При тези видове пенисът е просто една или две издатини под третия сегмент на тялото, които произвеждат сперматофор или пакет от сперма. Актът на осеменяване обаче се осъществява чрез специализирани крака, наречени гоноподи, които събират сперматофора и го вкарват в женската.

#### Насекоми
При мъжките насекоми структурата, аналогична на пениса, е известна като едеагус. Мъжкият копулационен орган на различни нисши безгръбначни животни често се нарича „цирус“.
През 2010 г. ентомологът Чарлз Лайнхард описва Neotrogla, нов род сенояди. Видовете от този род имат гениталии с обратен пол. Женските имат органи, подобни на пениса, наречени гинозоми, които се вмъкват във влагалищни отвори на мъжките по време на чифтосване. През 2014 г. подробно проучване на репродуктивните навици на насекомите, ръководено от Казунори Йошизавае, потвърждава, че органът функционира подобно на пениса – например се подува по време на полов акт – и се използва за извличане на сперма от мъжкия.

### Мекотели
Пенисът при повечето мъжки главоноги е дълъг и мускулест край на гонодукта, използван за прехвърляне на сперматофори към модифициран крайник, наречен хектокотил, който от своя страна се използва за прехвърляне на сперматофорите към женската. При видовете, при които хектокотилът липсва, пенисът е дълъг и може да се простира отвъд кухината на мантията и прехвърля сперматофорите директно към женската. Дълбоководните калмари имат най-голямата известна дължина на пениса спрямо размера на тялото от всички подвижни животни, на второ място в цялото животинско царство след някои приседнали ракообразни. Удължаването на пениса при Onykia ingens може да доведе до пенис, който е дълъг колкото мантията, главата и ръцете взети заедно. Гигантските калмари от рода Architeuthis са необичайни с това, че притежават както голям пенис, така и модифицирани върхове на крайниците, въпреки че не е сигурно дали последните се използват за прехвърляне на сперматофор.